# Alexander Álgya
Alexander Álgya, avstrijski general, * 15. december 1841, † 18. november 1907.

## Življenjepis
1. marca 1906 je bil upokojen s činom častnega generalmajorja.

## Pregled vojaške kariere
Napredovanja
- generalmajor: 1. marec 1906